# Holotrichia senegalensis
Holotrichia senegalensis är en skalbaggsart som beskrevs av Nonfried 1892. Holotrichia senegalensis ingår i släktet Holotrichia och familjen Melolonthidae. Inga underarter finns listade i Catalogue of Life.